# 24 Heures du Mans 1925
Navigation
Édition précédente Édition suivante
Les 24 Heures du Mans 1925 (3e Grand Prix d'Endurance de 24 Heures) sont la 3e édition de l'épreuve et se déroulent les 20 et 21 juin 1925 sur le circuit de la Sarthe.

## Nombre de pilotes qualifiés pour la course
Pour cette 3e édition des 24 Heures du Mans, pas moins de 98 pilotes prennent le départ de la course.
| 75 Français | 8 Britanniques | 8 Italiens | 4 Belges | 2 Espagnols |
| 1 Canadien  |                |            |          |             |

## Classement final de la course

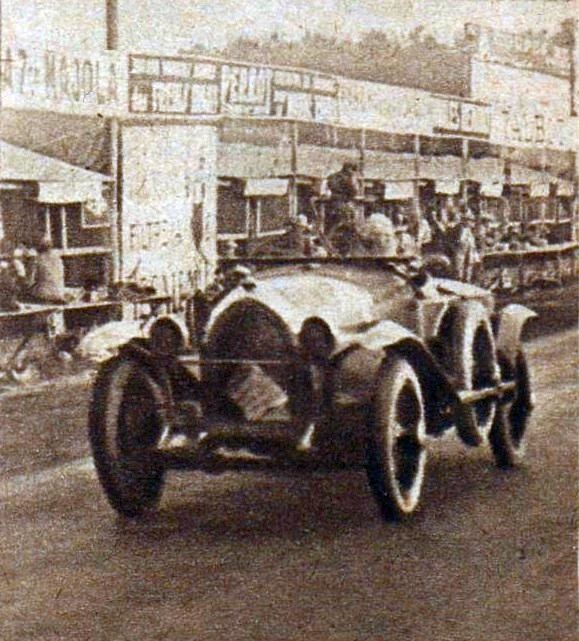
La Lorraine-Dietrich B3-6 de Stalter et Brisson, 3e.

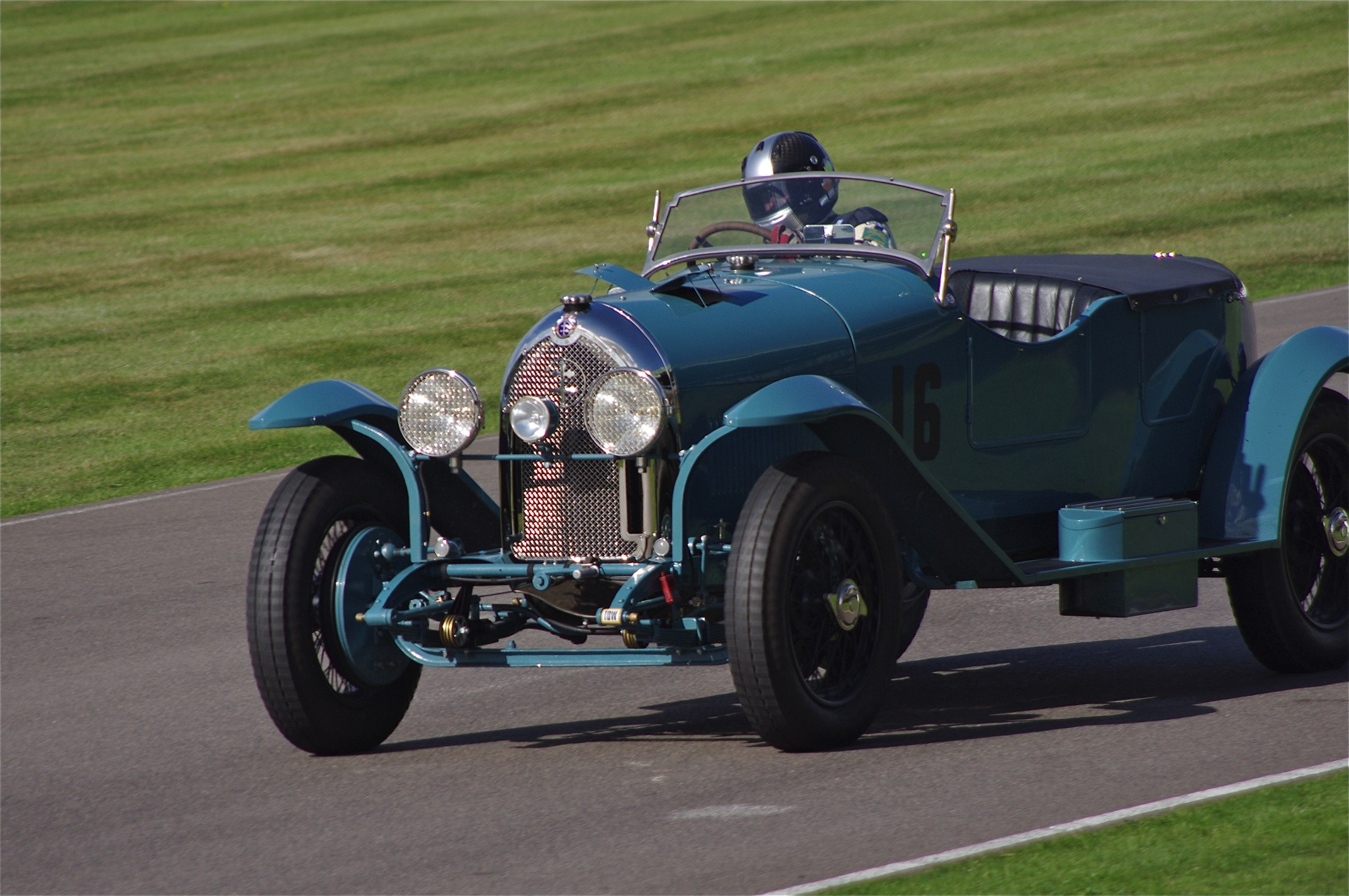
Une Lorraine-Dietrich B3-6 de 1925 (au Goodwood Revival 2012).

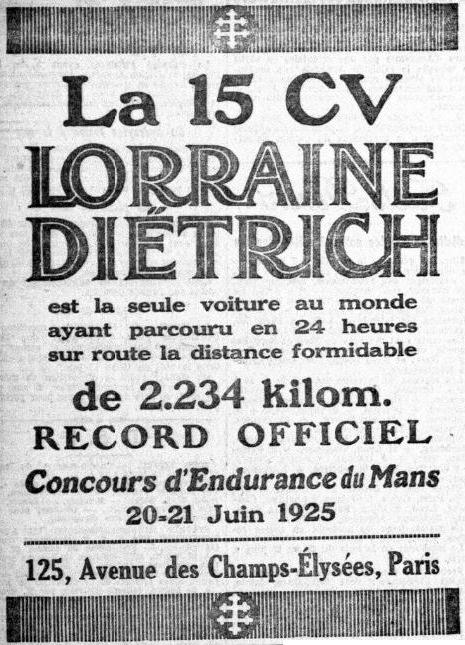
Publicité Lorraine Dietrich 24 Heures du Mans 1925.

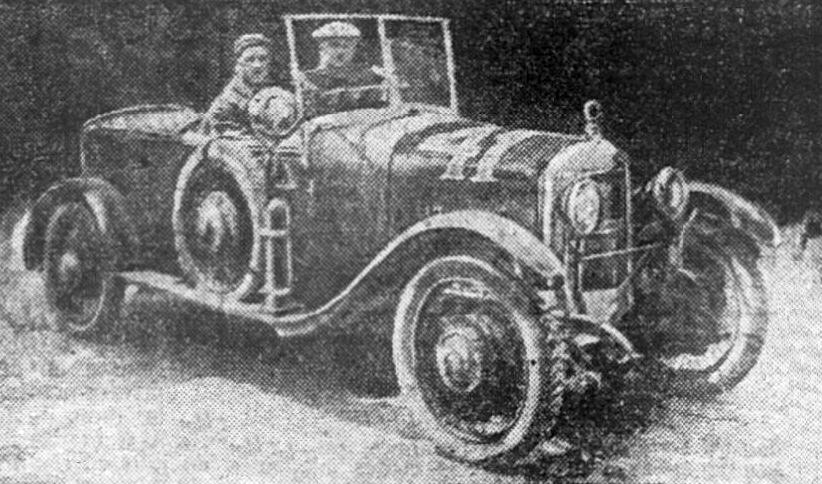
Corre la Licorne W 15 vainqueur de classe 1.5L. aux 24 H. du Mans 1925, avec Balart et Doutrebente.

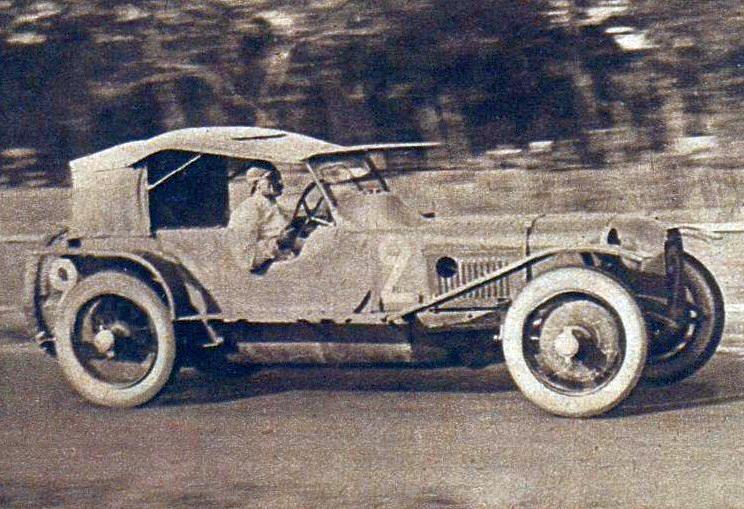
La Chenard & Walcker de Lagache et Léonard.

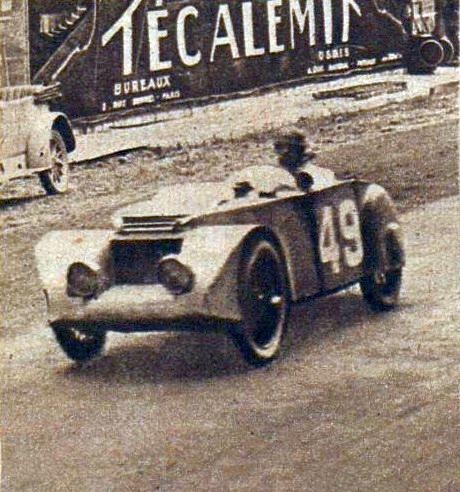
La Chenard & Walcker Tank de Sénéchal et Loqueheux.

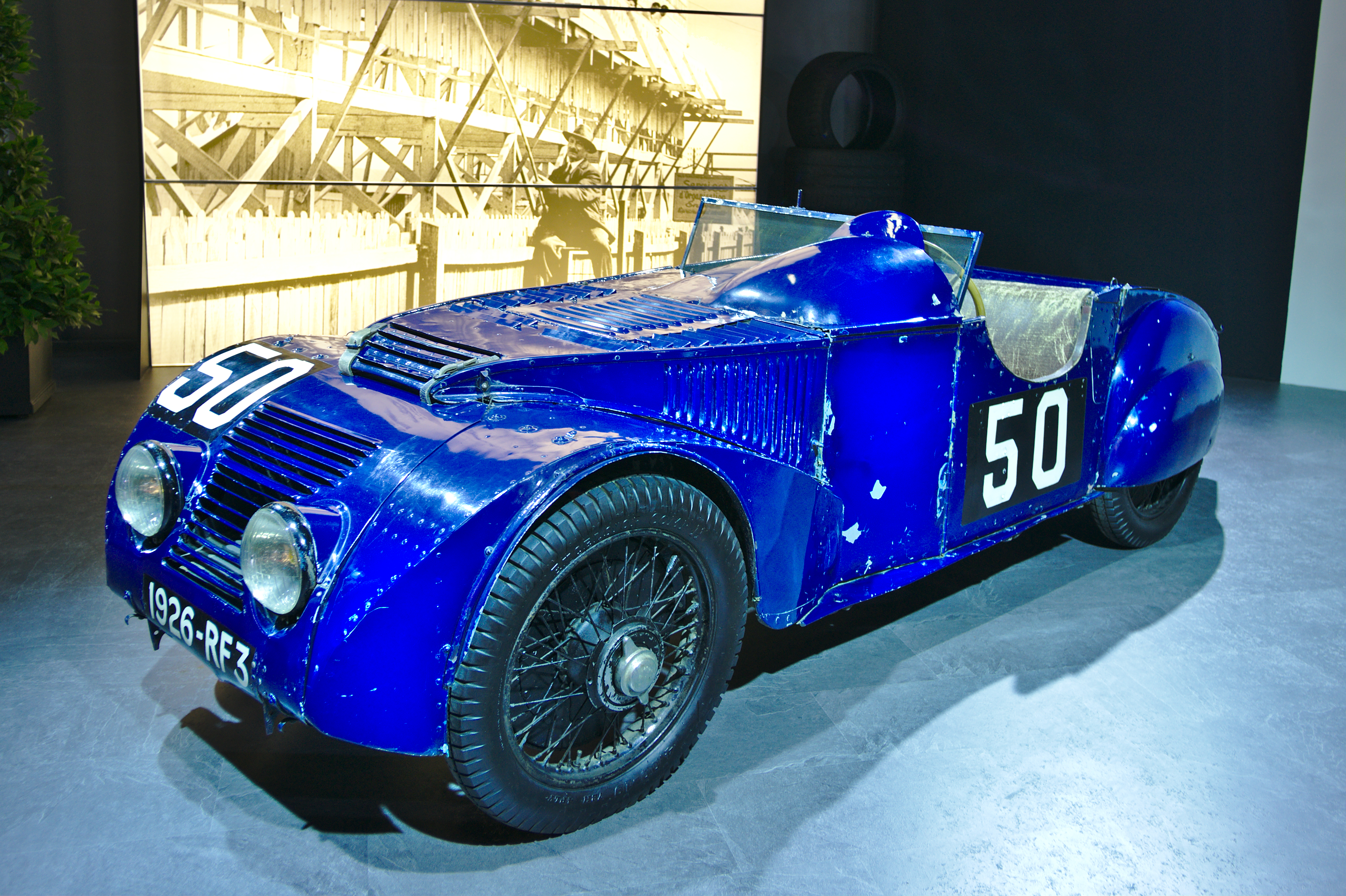
La Chenard & Walcker Tank 10e de Raymond Glaszmann et Raphaël Manso de Zuñiga.

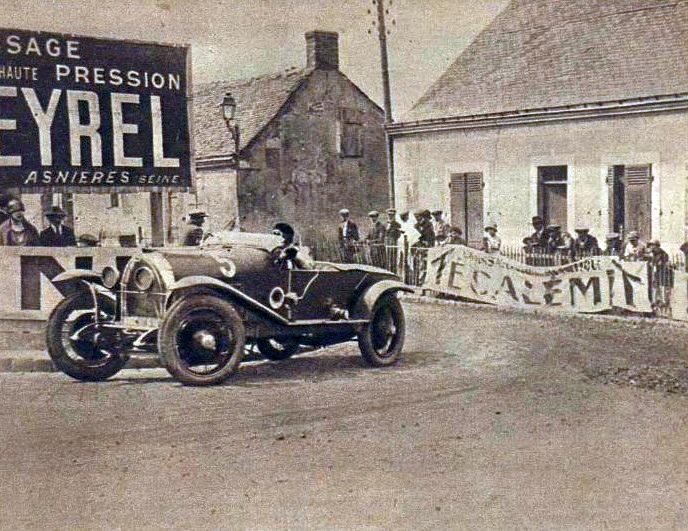
La Lorraine-Dietrich 15CV de de Courcelles et Rossignol, victorieuse.

| Pos.  | Catégorie | no | Écurie                                                     | Pilotes                                            | Châssis                         | Moteur                     | Tours |
| ----- | --------- | -- | ---------------------------------------------------------- | -------------------------------------------------- | ------------------------------- | -------------------------- | ----- |
| 1     | 5.0       | 5  | Pas de nom d'équipe                                        | Gérard de Courcelles André Rossignol               | Lorraine-Dietrich B3-6          | Lorraine-Dietrich 3.5L I6  | 129   |
| 2     | 3.0       | 16 | Pas de nom d'équipe                                        | Jean Chassagne Sammy Davis                         | Sunbeam Sport Le Mans           | Sunbeam 3.0L I6            | 125   |
| 3     | 5.0       | 4  | Pas de nom d'équipe                                        | « Stalter » Édouard Brisson                        | Lorraine-Dietrich B3-6          | Lorraine-Dietrich 3.5L I6  | 124   |
| 4     | 2.0       | 29 | Officine Meccaniche (O.M.)                                 | Tino Danieli Mario Danieli                         | O.M. Tipo 665 Superba           | O.M. 2.0L I6               | 120   |
| 4bis  | 2.0       | 30 | Officine Meccaniche (O.M.)                                 | Giulio Foresti Aimé Vassiaux                       | O.M. Tipo 665 Superba           | O.M. 2.0L I6               | 120   |
| 6     | 3.0       | 11 | Pas de nom d'équipe                                        | Louis Wagner Charles Flohot                        | Ariès 3-Litre                   | Ariès 3.0L I4              | 119   |
| 7     | 2.0       | 23 | Pas de nom d'équipe                                        | Jean de Marguenat Louis Sire                       | Rolland-Pilain C23 Super Sport  | Rolland-Pilain 2.0L I4     | 117   |
| 8     | 1.5       | 41 | Pas de nom d'équipe                                        | Louis Balart Robert Doutrebente                    | Corre La Licorne W15            | Corre 1.5L I4              | 110   |
| 9     | 1.5       | 42 | Pas de nom d'équipe                                        | W. Lestienne Robert Lestienne                      | Corre La Licorne W15            | Corre 1.5L I4              | 109   |
| 10    | 1.1       | 50 | Pas de nom d'équipe                                        | Raymond Glaszmann Manso de Zuniga                  | Chenard et Walcker Tank         | Chenard et Walcker 1.1L I4 | 109   |
| 11    | 2.0       | 21 | Pas de nom d'équipe                                        | Edmond Garcia Mario Botto                          | Diatto 30                       | Diatto 2.0L I4             | 109   |
| 12    | 2.0       | 33 | Pas de nom d'équipe                                        | Henri Springuel Pierre Clause                      | Bignan                          | Bignan 2.0L I4             | 108   |
| 13    | 1.1       | 49 | Pas de nom d'équipe                                        | Robert Sénéchal Albéric Loqueheux                  | Chenard et Walcker Tank         | Chenard et Walcker 1.1L I4 | 105   |
| 14    | 1.5       | 39 | Établissements Henri Précloux (E.H.P.)                     | Jean d'Aulan René Dély                             | E.H.P. DT Spéciale              | C.I.M.E. 1.5L I4           | 103   |
| 15    | 1.5       | 35 | Pas de nom d'équipe                                        | Adrien Drancé Marcel Michelot                      | G.M. GC2                        | G.M. 1.5L I4               | 100   |
| 16    | 1.1       | 44 | Société des applications du refroidissement par air (SARA) | Lucien Erb Gaston Mottet                           | SARA ATS                        | SARA 1.1L I4               | 93    |
| N. c. | 5.0       | 7  | Pas de nom d'équipe                                        | Henri Stoffel Lucien Desvaux                       | Chrysler 70 Six                 | Chrysler 3.3L I6           | 117   |
| N. c. | 3.0       | 14 | Pas de nom d'équipe                                        | Giorgio Rubietti Tullio Vesprini                   | Diatto 35                       | Diatto 2.9L I4             | 111   |
| N. c. | 3.0       | 18 | Pas de nom d'équipe                                        | Eugene Van den Bossche Abel Smeets                 | Ravel 12CV Sport                | Ravel 2.5L I4              | 114   |
| N. c. | 2.0       | 22 | Pas de nom d'équipe                                        | Gaston Delalande Paul Chalamel                     | Rolland-Pilain C23 Super Sport  | Rolland-Pilain 2.0L I4     | 99    |
| Dsq.  | 2.0       | 24 | Pas de nom d'équipe                                        | « Stremler » Pierre Salles                         | Rolland-Pilain C23 Super Sport  | Rolland-Pilain 2.0L I4     | 70    |
| Abd.  | 3.0       | 13 | Pas de nom d'équipe                                        | François Lecot Eugène Renaud                       | Diatto 35                       | Diatto 3.0L I4             | 109   |
| Abd.  | 1.5       | 36 | Talbot                                                     | Edmond Bourlier Jules Moriceau                     | Talbot 70                       | Talbot 1.5L I4             | 98    |
| Abd.  | 5.0       | 2  | Pas de nom d'équipe                                        | André Lagache René Léonard                         | Chenard et Walcker              | Chenard et Walcker 3.9L I8 | 90    |
| Abd.  | 2.0       | 28 | Officine Meccaniche (O.M.)                                 | Ferdinando Minoia Vincenzo Coffani                 | O.M. Tipo 665 Superba           | O.M. 2.0L I6               | 81    |
| Dsq.  | 1.5       | 37 | Talbot                                                     | Théodore Le Duc Alphonse Auclair                   | Talbot 70                       | Talbot 1.5L I4             | 73    |
| Abd.  | 2.0       | 32 | Pas de nom d'équipe                                        | Jean Martin Jean Matthys                           | Bignan                          | Bignan 2.0L I4             | 65    |
| Abd.  | 5.0       | 9  | Bentley Motors Ltd.                                        | Capt. John F. Duff Frank Clement                   | Bentley 3 Litre                 | Bentley 3.3L I4            | 64    |
| Éli.  | 1.1       | 47 | Pas de nom d'équipe                                        | « Lachanay » Jacques Millies                       | D.F.P. VA                       | C.I.M.E. 1.1L I4           | 60    |
| Abd.  | 3.0       | 17 | Pas de nom d'équipe                                        | Charles Montier Alber Ouriou                       | Montier Spéciale (Ford Model T) | Montier 2.9L I4            | 54    |
| Abd.  | 1.5       | 40 | Pas de nom d'équipe                                        | Albert Colomb « Vallay »                           | Corre La Licorne W15            | Corre 1.5L I4              | 50    |
| Abd.  | 3.0       | 12 | Pas de nom d'équipe                                        | Louis Rigal Roger Delano                           | Ariès 3-Litre                   | Ariès 3.0L I4              | 42    |
| Abd.  | 2.0       | 20 | Pas de nom d'équipe                                        | Louis Dollé Albert Giraud                          | Diatto 30                       | Diatto 2.0L I4             | 41    |
| Abd.  | 1.5       | 38 | Établissements Henri Précloux (E.H.P.)                     | Marcel Benoist Michel Doré                         | E.H.P. DT Spéciale              | C.I.M.E. 1.5L I4           | 41    |
| Abd.  | 1.1       | 45 | Pas de nom d'équipe                                        | Jules de Ségovia Gaston Duval                      | SARA BDE                        | SARA 1.1L I4               | 40    |
| Abd.  | 1.5       | 34 | Pas de nom d'équipe                                        | Marcel Gendron Lucien Bossoutrot                   | G.M. GC2                        | G.M. 1.5L I4               | 36    |
| Abd.  | 1.1       | 53 | Pas de nom d'équipe                                        | Joseph Paul Louis François                         | Ariès 8-10 CV                   | Ariès 1.1L I4              | 35    |
| Abd.  | 5.0       | 6  | Pas de nom d'équipe                                        | Robert Bloch Léon Saint Paul                       | Lorraine-Dietrich B3-6          | Lorraine-Dietrich 3.5L I6  | 33    |
| Abd.  | 3.0       | 15 | Sunbeam Motor Co., Wolverhampton                           | Sir Henry Segrave George Duller                    | Sunbeam Sport Le Mans           | Sunbeam 3.0L I6            | 32    |
| Abd.  | 1.1       | 46 | Pas de nom d'équipe                                        | André Colas « Moraine »                            | D.F.P. VA                       | C.I.M.E. 1.1L I4           | 31    |
| Abd.  | 5.0       | 1  | Pas de nom d'équipe                                        | « de Franconi » Emile Dupont                       | Sizaire-Berwick                 | Sizaire-Berwick 4.5L I4    | 23    |
| Abd.  | 5.0       | 10 | Bentley Motors Ltd.                                        | Herbert Kensington Moir Dudley Benjafield          | Bentley 3 Litre                 | Bentley 3.3L I4            | 19    |
| Abd.  | 1.1       | 48 | Pas de nom d'équipe                                        | Jean Porporato Marcel Collet                       | D.F.P. VA                       | C.I.M.E. 1.1L I4           | 19    |
| Abd.  | 1.1       | 51 | Pas de nom d'équipe                                        | Marius Mestivier André Morel                       | Amilcar CGSS Gran Sport         | Amilcar 1.1L I4            | 17    |
| Abd.  | 1.1       | 43 | Pas de nom d'équipe                                        | André Marandet Gonzaque Lécureul                   | SARA BDE                        | SARA 1.1L I4               | 15    |
| Abd.  | 1.1       | 52 | Pas de nom d'équipe                                        | Jean Majola Fernand Casellini                      | Majola                          | Majola 1.1L I4             | 14    |
| Abd.  | 1.1       | 54 | Pas de nom d'équipe                                        | Fernand Gabriel Henri Lapierre                     | Ariès 8-10 CV                   | Ariès 1.1L I4              | 11    |
| Abd.  | 750       | 55 | Pas de nom d'équipe                                        | Gordon England Francis Samuelson                   | Austin 7                        | Austin 0.7L I4             | 9     |
| Abd.  | 5.0       | 3  | Pas de nom d'équipe                                        | André Pisart Jacques Elgy (Jacques Edouard Ledure) | Chenard et Walcker              | Chenard et Walcker 3.9L I8 | 6     |

Détails :
- La no 47 D.F.M. VA est éliminée pour distance imposée non respectée à la 18e heure.
- La no 24 Rolland Pilain et la no 37 Talbot 2 SC sont disqualifiées, respectivement, pour non-observation du règlement et ravitaillement prématuré.
- La no 7 Chrysler Six 70, la no 14 Diatto 35, la no 18 Ravel A12 et la no 22 Rolland Piliain ne sont pas classées pour distance parcourue insuffisante (respectivement 117 tours parcourus sur les 119, 111 tours sur les 117, 104 tours sur les 114 et 99 tours sur les 108 tours requis dans leur catégorie de cylindrées).

## Record du tour
- Meilleur tour en course :  André Lagache (no 2, Chenard & Walcker, René Léonard) en 9 min 10 s.

## Prix et trophées

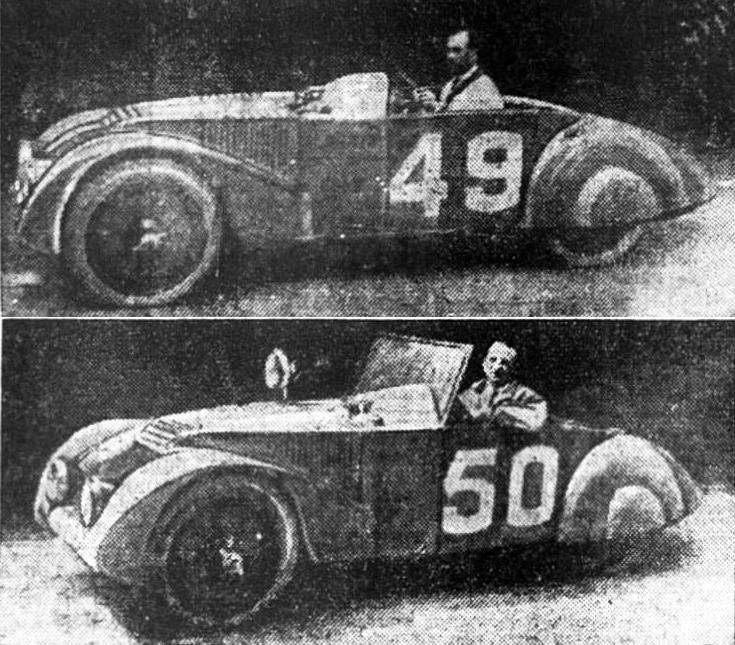
Robert Sénéchal-Albéric Loqueheux (no 49) et Raymond Glaszmann-Manso de Zuniga (no 50), respectivement vainqueurs des coupes triennales biennales pour Chenard et Walker, avec des moteurs de 1.1 l.

- Prix de la performance :  Raymond Glaszmann et  Manso de Zuniga (no 50, Chenard & Walcker Tank)
- 1re Coupe Biennale Rudge-Whitworth :  Raymond Glaszmann et  Manso de Zuniga (no 50, Chenard & Walcker Tank)
- Coupe Triennale Rudge-Whitworth :  Robert Sénéchal et  Albéric Loqueheux (no 49, Chenard & Walcker Tank)

## À noter
- Longueur du circuit : 17,262 km
- Distance parcourue : 2 233,982 km
- Vitesse moyenne : 93,082 km/h
- Écart avec le 2e : 73,362 km
- Premier accident mortel survenu pendant les 24 Heures avec le décès de Marius Mestivier dans les Hunaudières.